# Cerkiew św. Kseni z Petersburga w Jekaterynburgu
Cerkiew św. Kseni z Petersburga (ros. Храм во имя Святой Блаженной Ксении Петербургской) – prawosławna cerkiew znajdująca się w Jekaterynburgu, w obwodzie swierdłowskim, na terenie cmentarza Wschodniego. Wzniesiona w latach 2005–2006.

## Historia
W październiku 2003 podjęta została decyzja o ulokowaniu nowej prawosławnej cerkwi na terenie cmentarza Wschodniego w Jekaterynburgu. W celu koordynacji prac do życia powołana została specjalna grupa robocza. Składała się ona z przedstawicieli służb komunalnych miasta odpowiedzialnych za zarządzanie cmentarzami, architektów oraz duchowieństwa z cerkwi Narodzenia Pańskiego, pod której administrację podlegał ten obszar miasta. Pierwsze problemy pojawiły się przy znalezieniu odpowiedniego miejsca pod lokalizację cerkwi. Strona kościelna odrzuciła propozycję, która zakładała wzniesienie jej na tyłach cmentarza, w odosobnionym miejscu. Ostatecznie zdecydowano się umieścić ją w pobliżu głównego wejścia na cmentarz. Nie obyło się jednak bez kolejnych problemów. Dużą przeszkodę stanowiły biegnące pod ziemią rury ciepłownicze, a także linia wysokiego napięcia przecinająca ten teren cmentarza. Architekci musieli wziąć pod uwagę te fakty i odpowiednio dostosować rozmiar i położenie budynku, tak by nie znajdował się on zbyt blisko wspomnianej linii energetycznej, co ostatecznie udało im się zrealizować. Jeszcze we wrześniu 2003, przedstawicielka wspólnoty parafialnej, Jelena Szewczenko, udała się do Petersburga, gdzie uzyskała wgląd do dokumentacji znajdującej się tam kaplicy św. Kseni. Jej wymiary odpowiadały przestrzeni dostępnej na jekaterynburskim cmentarzu, plany te mogły zostać więc z powodzeniem wykorzystane przy wznoszeniu nowej cerkwi w uralskiej metropolii. Jeszcze w tym samym roku, z błogosławieństwem arcybiskupa jekaterynburskiego i wierchoturskiego Wincentego, oficjalnie potwierdzono, że patronką nowej świątyni będzie święta błogosławiona Ksenia z Petersburga. Do lata następnego roku trwały prace nad projektem oraz zebraniem wymaganej dokumentacji. 29 lipca 2004 podano do wiadomości, że parafia Narodzenia Pańskiego zakończyła żmudny proces uzyskania wszystkich niezbędnych pozwoleń ze strony władz miasta i tym samym budowa cerkwi będzie mogła się rozpocząć.
W marcu 2005 zakończyły się prace przygotowawcze pod budowę cerkwi. Wycięto rosnące na tym terenie stare drzewa, wyburzono nieużywane i zbyteczne już budynki zaplecza gospodarczo-technicznego oraz uprzątnięto i oczyszczono teren. Plac budowy został ogrodzony, a także przeprowadzono niezbędne prace geologiczne. W kwietniu 2005 jeden z duchownych udał się do Petersburga, gdzie odwiedził tamtejsze miejsca kultu związane ze świętą Ksenią. W tamtejszej cerkwi Smoleńskiej Ikony Matki Bożej otrzymał on gwóźdź, który to święta miała wbić w jedną ze ścian, w czasie budowy wspomnianej petersburskiej cerkwi. Wmurowanie kamienia węgielnego pod budowę świątyni nastąpiło 11 maja 2005, a obrzędom przewodniczył arcybiskup Wincenty. W uroczystościach wzięło udział kilkaset osób, w tym przedstawiciele władz miasta, m.in. wiceprzewodniczący jekaterynburskiej dumy oraz szef administracji rejonu ordżonikidzewskiego. Kamień węgielny wykonany z czarnego granitu zawierał m.in. datacje według dwóch kalendarzy (juliańskiego i gregoriańskiego), a także według kalendarza bizantyjskiego (7513 rok od stworzenia świata).
Po uroczystościach ekipa budowlana zabrała się do pracy. Przez lato wzniesione zostały fundamenty przyszłej świątyni. Jesienią pracowano nad budową murów budynku, a w grudniu zakończono montaż dachu. Kopuły cerkwi zostały wykonane w dwóch zakładach, pochodzących z terenu obwodu swierdłowskiego i obwodu czelabińskiego. Na placu budowy, co tydzień, organizowane były specjalne modlitwy o jak najszybsze i bezproblemowe zakończenie budowy, podczas których odczytywano m.in. akatyst ku czci św. Kseni z Petersburga. W grudniu 2005 arcybiskup Wincenty dokonał poświęcenia krzyży dla przyszłej świątyni. Wzięło w niej udział duchowieństwo, wierni, przedstawiciele władz miasta oraz ofiarodawcy, a podczas uroczystości pojawiła się tęcza, co zostało uznane za dobry znak dla dalszych prac nad wznoszeniem świątyni. Kolejny rok zająć miały prace wykończeniowe, zarówno wewnątrz, jak i na zewnątrz, malowanie ścian, tworzenie dekoracji oraz kompletowanie sprzętów, ksiąg i szat liturgicznych. Większość z nich została ukończona latem 2006, choć ostatnie prace trwały jeszcze do grudnia tego roku.
26 grudnia 2006 arcybiskup Wincenty dokonał konsekracji świątyni, a następnie przewodniczył pierwszej Boskiej Liturgii. Po uroczystości arcybiskup Wincenty, z błogosławieństwem patriarchy Aleksego II, odznaczył wspomnianą Jelenę Szewczenko, cerkiewnym orderem św. Serafina z Sarowa. Miał to być dowód uznania dla jej zasług dla odnowy i rozwoju prawosławia na ziemi uralskiej. Arcybiskup otrzymał w prezencie ikonę św. Kseni z Petersburga.

## Charakterystyka

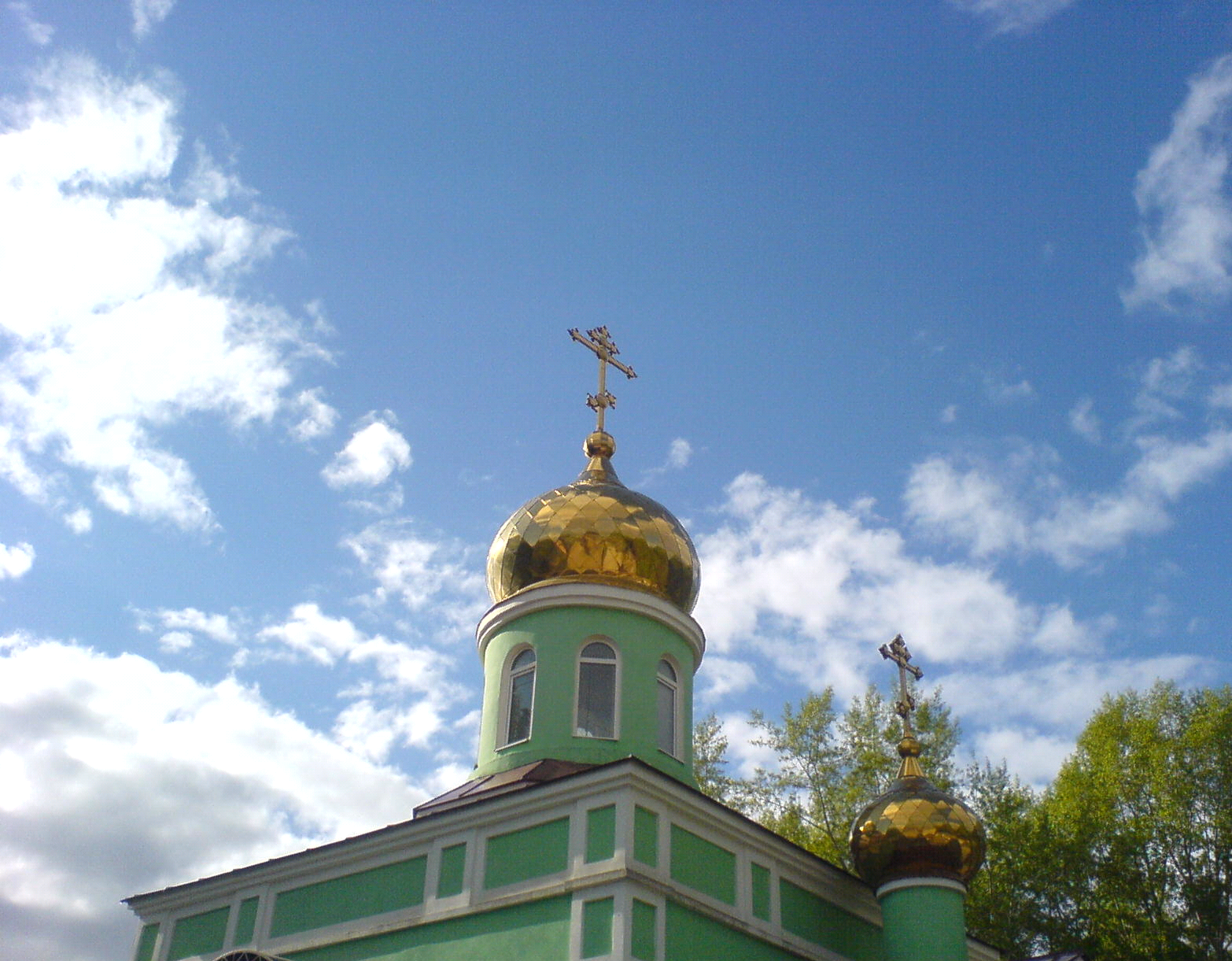
Kopuła cerkwi św. Kseni Petersburskiej w Jekaterynburgu

Cerkiew św. Kseni Petersburskiej w Jekaterynburgu położona jest na terenie cmentarza Wschodniego, leżącego w rejonie ordżonikidzewskim. Administracyjnie przynależy do parafii przy cerkwi Narodzenia Pańskiego. Wymiary świątyni wynoszą 10 metrów długości i 10 metrów szerokości. Kopuły świątyni są pozłacane, a wieńczą je tradycyjne krzyże, także barwy złotej. Kopuły te zostały wykonane z nowoczesnych materiałów, m.in. ze stali pokrytej azotkiem tytanu. Świątynia i znajdujący się wokół niej teren otoczone są parkanem, a budynek jest w zasadzie repliką wyżej wymienionej kaplicy, znajdującej się w Petersburgu.
Jako relikwia czczony jest wspomniany gwóźdź, który miał być używany przez świętą Ksenię. Święto patronalne cerkwi obchodzone jest, w liturgiczny dzień wspomnienia świętej Kseni (według kalendarza juliańskiego), 24 stycznia. W 2011 świętowano piąta rocznicę konsekracji świątyni. Przy cerkwi, we współpracy z chętnymi wolontariuszami, realizowany jest także program pomocy sierotom z jekaterynburskich domów dziecka. W niedziele odbywają się zajęcia edukacyjne dla dzieci i dorosłych, a także lekcje muzyki. Boskie Liturgie odbywają się tu w każdą niedzielę i święta.